# 东风街道 (襄阳市)
高新区东风街道，是中华人民共和国湖北省襄阳市樊城区下辖的一个乡镇级行政单位。

## 行政区划
高新区东风街道下辖以下地区：
东风社区和车城社区。